# Sông Ọba
Sông Ọba (Tiếng Yoruba: Odo Ọba) là một con sông ở bang Oyo và Osun ở Nigeria. Nó là phụ lưu chính của sông Osun. Phong cảnh thay đổi từ xa van rừng ở phía bắc đến rừng mưa ở phía nam. Dòng sông này bị ô nhiễm nặng. Hầu hết những người sống dọc theo chiều dài của nó đều làm nghề nông nghiệp và đánh cá.

## Tên
Sông Ọba được đặt theo tên của nữ thần Ọba, một trong những người vợ của Shango, thần sấm sét Yoruba. Những người vợ khác của anh ta là Ọshun và Ọya. Theo truyền thuyết, Ọshun đã lừa Ọba cắt tai cô và thêm nó vào thức ăn của Shango, nói rằng điều đó sẽ làm anh hài lòng. Khi Shango phát hiện ra những gì Ọba đã làm, anh ta tức giận, hét lên và Osun và Oba bỏ chạy sợ hãi, rẽ vào hai con sông. Đó là lý do tại sao điểm gặp gỡ của sông Osun và Oba rất gấp rút.

## Dòng chảy
Sông Oba là phụ lưu chính của sông Osun. Nó cách phía bắc của Ogbomosho ở bang Oyo khoảng 15 kilômét (9 mi). Dòng sông chảy qua Ogbomosho, nơi một con đập được xây dựng. Hồ chứa nước Ogbomoso trên sông Oba được hoàn thành vào năm 1964, có diện tích 137,6 hécta (340 mẫu Anh) và có thể tích là 3.520 mêgalít (124×106 ft khối). Con đập lấy nước từ dòng suối Idekun, Eeguno, Akanbi Kemolowo, Omoogun và Yakun, và có diện tích là 321 kilômét vuông (124 dặm vuông Anh).
Oba tiếp tục chảy về phía nam từ đập cho đến khi nó chảy vào sông Oshun ngay phía trên khu người ở Odo Oba. Các khu vực người ở dọc theo hướng đi từ Bắc xuống Nam bao gồm Apo, Iluju, Obada, Mosunmade, Otuokun, Bale, Olori và Olumoye. Con sông nhận nước từ một nhánh bên trái ở hạ lưu, chảy từ Obada và một nhánh bên trái khác ở phía nam Olori. Các nhánh sông thứ hai chảy qua Ife Odan. Sông Ọba nối với sông Ọshun trong một loạt các thác ghềnh. Hai con sông gặp nhau ở cuối phía bắc của Hồ chứa Asejire.

## Môi trường
Khí hậu ở phần thượng lưu của con sông xung quanh Ogbomoso luôn có nhiệt độ cao, với lượng mưa trung bình đến lớn từ tháng 3 đến tháng 7. Lượng mưa trung bình hàng năm của sông là 1.247 milimét (49,1 in). Thảm thực vật có nguồn gốc xa van, giữa vùng xa van phía bắc và rừng mưa vùng Ibadan. Một nghiên cứu được công bố vào năm 2014 cho thấy cá trong hồ chứa Ogbomoso bị nhiễm ký sinh trùng có thể gây nguy hiểm cho người ăn chúng. Sông Oba bị ô nhiễm nặng, ở lớp V theo thang Prati. Có rất ít hoặc không có oxy hòa tan trong nước. Nguồn gây ô nhiễm bao gồm nước thải và chất thải sinh hoạt và rác xả ra từ chợ, bao gồm nhiều chất trơ khó phân hủy.

## Nền kinh tế
Người dân sống dọc theo toàn bộ chiều dài của sông Oba chủ yếu làm nông nghiệp và ngư nghiệp. Vào năm 1977, tỉ lệ sử dụng đất xung quanh hồ chứa nước Ogbomoso là 71,9% rừng, 4,9% trồng trọt và 23,2% bỏ hoang. Đến năm 1992, tỉ lệ sử dụng đất là 23,5% rừng, 60,5% trồng trọt và 16,0% bỏ hoang. Cây trồng chính ở đây là ngô và rau, đặc biệt là đậu bắp sử dụng rất nhiều phân đạm. Trong năm 2014, công nhân trang trại từ miền bắc Nigeria đã bắt đầu tưới tiêu trong lưu vực sông Oba tại Ikose, Ogbomoso và Iluju, Ikoyi-Ile, Orire ở bang Oyo. Họ đã sử dụng máy bơm để lấy nước từ sông Oba, máy thường có đường dẫn dài hơn 1 km từ sông đến trang trại của họ. Cây trồng chủ yếu bao gồm rau, đậu bắp, ngô, trứng vườn và dưa hấu. Nông dân đang tìm thấy một thị trường mới với những lái buôn từ các bang Osun, Ondo và Oyo. Nông nghiệp thủy lợi trong bang khá bất thường vì vùng này có lượng mưa dồi dào, nhưng là việc thường ở các bang phía bắc, nơi những nông dân này xuất xứ.